# Falsifieerbaarheid

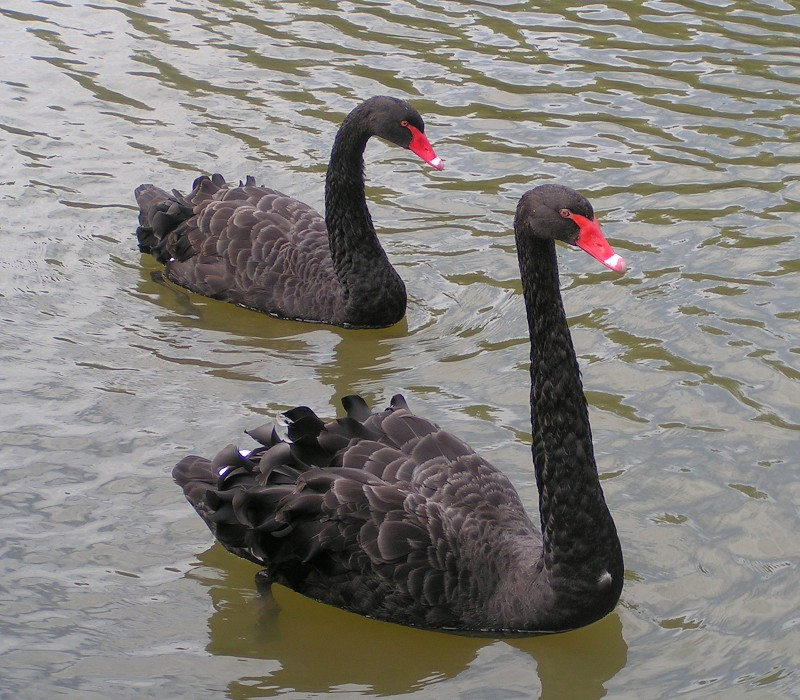
"Alle zwanen zijn wit" is een bewering die niet alleen falsifieerbaar is, maar ook daadwerkelijk onjuist is, omdat het bestaan van zwarte zwanen (de antithese) kan worden bewezen.

Falsifieerbaarheid of falsificeerbaarheid is een eigenschap van een wetenschappelijke of andere theorie, en wel dat er criteria kunnen worden aangegeven op grond waarvan de theorie zou moeten worden verworpen (niet te verwarren met een theorie die daadwerkelijk is verworpen). Het falsificationisme is een wetenschapstheorie bedacht door Karl Popper, waarin falsificatie centraal staat.

## Algemeen
Anders geformuleerd heet een theorie falsifieerbaar als het mogelijk is een experiment uit te voeren waarvoor geldt dat voorafgaand aan het uitvoeren van het experiment exact aan te geven valt, bij welke uitkomst van het experiment er aanleiding zou bestaan om de geldigheid van de theorie te verwerpen. De zwaartekrachttheorie voldoet hieraan: als een onderzoeker een experiment uitvoert door een baksteen los te laten en die valt omhoog, in plaats van omlaag zoals de theorie voorspelt, of hij blijft zweven, is diens voorstelling van zwaartekracht kennelijk onjuist.
Het idee van "falsifieerbaarheid" is door Karl Popper als een kernpunt van wetenschappelijke theorievorming (falsificationisme) aangewezen en blijft nog steeds heel belangrijk, hoewel latere filosofen (Thomas Kuhn, Imre Lakatos en Paul Feyerabend) weer andere accenten legden.
Een belangrijk gevolg van Poppers opvatting is dat een theorie nooit kan pretenderen de uiteindelijke, zekere waarheid te zijn: het blijft immers altijd mogelijk dat in de toekomst een nieuw experiment de theorie weerlegt.

## Falsificationisme
Falsificationisme is een wetenschapstheorie, bedacht door Karl Popper, waarin falsificatie centraal staat. Volgens het falsificationisme van Popper is een wetenschappelijke theorie gedoemd om een hypothese te blijven totdat ze weerlegd wordt. Door de falsifieerbaarheid van een theorie kunnen we spreken van een wetenschappelijke theorie, juist omdat ze openstaat voor weerleggingspogingen. Eén bewijs dat een theorie kan weerleggen is veel significanter dan duizend voorbeelden waarbij de theorie klopt.
Dientengevolge zijn volgens Popper allerlei theorieën onwetenschappelijk, omdat ze niet te weerleggen zijn. Dit geldt bij uitstek voor veel religieuze theorieën. Falsificationisten gebruiken onder andere Russells theepot om ten aanzien van religie een agnostisch standpunt in te nemen. Dat een theorie niet wetenschappelijk is hoeft niet te betekenen dat de theorie onzinnig is. Hij kan heel zinvol zijn in de discussie over filosofische problemen, en kan de voorloper zijn van een wetenschappelijke theorie.

## Voorbeelden
- De algemeen voor juist gehouden wetenschappelijke theorie over de zwaartekracht op aarde blijft dus een hypothese. Zolang een steen terugvalt nadat deze omhoog wordt geworpen en niet blijft doorvliegen of zweven, blijft de hypothese staan. Op de dag echter dat een steen zou blijven vliegen, is deze theorie weerlegd. Popper wijst erop dat de zwaartekrachttheorie van Newton eeuwenlang werd beschouwd als definitief maar later toch niet bleek te kloppen. Het bleek een speciaal geval te zijn van een universelere theorie: de algemene relativiteitstheorie van Einstein. Ook deze is niet meer dan een betere benadering van de waarheid, net als Newton's theorie een betere benadering was dan die van Keppler. Einstein bleef zijn hele leven zoeken naar een nog universelere veldtheorie[1]. Ook zegt Popper dat een bestaande theorie nooit te snel opgegeven moet worden maar verdedigd moet worden tegen kritiek, zodat hij een voldoende bijdrage kan leveren aan de groei van kennis. Theorieën zijn verwikkeld in een darwinistische strijd, waarbij onjuiste theorieën door toetsing aan de werkelijkheid geëlimineerd worden en de theorieën die nog niet gefalsificeerd zijn overleven.

- De freudiaanse theorieën over de persoonlijkheid en het denken waarin de geest een Es (id), een Ich (ego) en een Über-ich (superego) bevat zijn volgens Popper niet falsifieerbaar en in die zin dus ook niet wetenschappelijk.

## Kritiek
Poppers falsificationisme kreeg van verschillende kanten kritiek. Eén probleem met het falsificationisme is dat veel theorieën uit de wetenschap in de praktijk niet falsifieerbaar zijn. Dat komt doordat deze theorieën niet in isolatie te testen zijn, maar alleen in combinatie met andere theorieën. Als in zo'n geval een experiment een negatieve uitkomst heeft, is het aan de wetenschapper om te beslissen welke van deze theorieën hij laat vallen of als foutief aanmerkt. In de praktijk blijkt dan vaak dat juist de theorie die getest zou worden wordt aangehouden door de wetenschapper, terwijl deze een "minder belangrijke" theorie laat vallen. 
Zo zou in het bovenstaande voorbeeld over zwaartekracht een experiment waarbij een steen blijft zweven er nooit toe leiden dat de theorie van de zwaartekracht als weerlegd wordt beschouwd. De wetenschapper die het experiment uitvoert zal niet concluderen dat, aangezien de steen blijft zweven, de zwaartekrachttheorie onjuist is en zich afvragen waarom stenen in andere situaties dan wel terugvallen. Hij zal er integendeel juist alles aan doen om te verklaren waarom de steen in de specifieke situatie van het experiment niet terugvalt, en zo proberen de zwaartekrachttheorie te behouden. Popper zelf noemde het soort falsificationisme dat hier bekritiseerd wordt naȉef falsificationisme. Hij gaf het voorbeeld van de falsificeerbare theorie dat vaccinatie beschermt tegen pokken. De theorie is gefalsificeerd als iemand gevaccineerd is en toch pokken krijgt. Toch zal de theorie niet direct als gefalsificeerd worden beschouwd als één op de miljoen gevaccineerden pokken krijgt. We zullen eerder aannemen dat er iets mis was met het vaccin of met de vaccinatie. En in principe is zo'n ontsnappingsroute met een extra hypothese altijd mogelijk. We kunnen een theorie zelfs volledig immuniseren tegen alle falsificatie. Als echter evenveel gevaccineerden als ongevaccineerden pokken krijgen zullen alle wetenschappers de theorie opgeven.